# 12621 Alsufi
12621 Alsufi è un asteroide della fascia principale. Scoperto nel 1960, presenta un'orbita caratterizzata da un semiasse maggiore pari a 3,1064386 UA e da un'eccentricità di 0,1314720, inclinata di 2,43083° rispetto all'eclittica.
L'asteroide è dedicato all'astronomo persiano Abd al-Rahmān al-Sūfi, conosciuto in Occidente col nome di Azophi.